# James Haydon

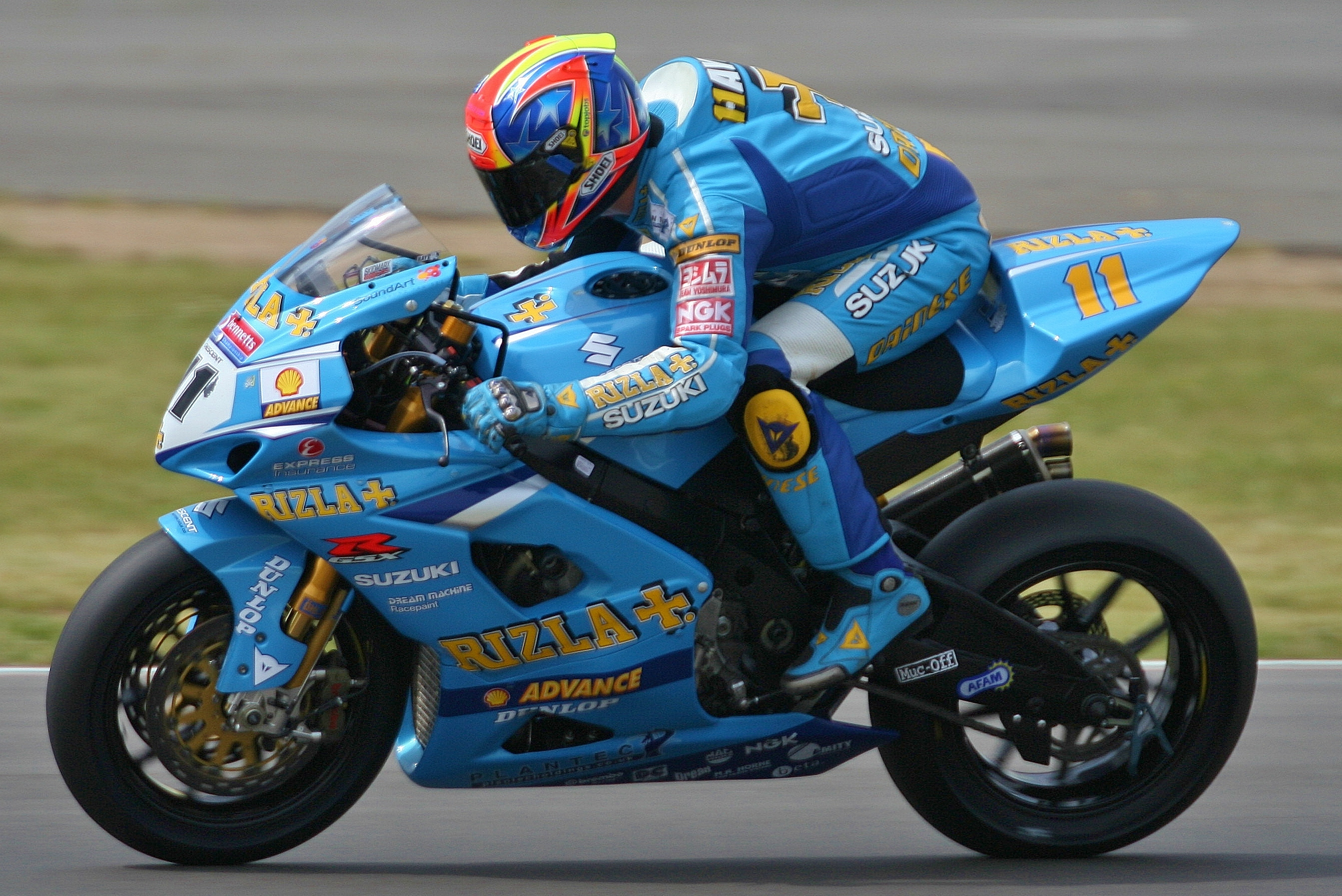
James Haydon op het Snetterton Motor Racing Circuit in 2006.

James Richard Barnaby Haydon (Amersham, 2 november 1973) is een Brits voormalig motorcoureur.

## Carrière
Haydon begon zijn motorsportcarrière op achtjarige leeftijd op een motorfiets die hij van zijn vader kreeg. Hij begon in het motorcross en stapte in 1990 over naar het wegrace. Dat jaar werd hij tweede in de 125 cc-klasse van het Britse Ministock-kampioenschap. In 1991 won hij het EMRA 125 cc-kampioenschap, waarop hij door Ron Haslam werd gescout om in 1992 in het Superteen-kampioenschap te rijden. Daar won hij zijn eerste race op Silverstone. Ook debuteerde hij dat jaar in de 250 cc-klasse van het wereldkampioenschap wegrace als wildcardcoureur op een Yamaha tijdens zijn thuisrace, maar kwam hierin niet aan de finish.
In 1993 werd Haydon tweede in het Britse 250 cc-kampioenschap. Daarnaast debuteerde hij in de 500 cc-klasse van het WK wegrace in zijn thuisrace op een ROC Yamaha. Hij werd hierin elfde, waardoor hij vijf WK-punten scoorde; hij werd hiermee de jongste Brit die ooit tot scoren kwam in deze klasse. In 1994 won hij zijn eerste race in het Brits kampioenschap superbike en behaalde hij twee overwinningen in het Britse 250 cc-kampioenschap. Verder keerde hij terug in het WK wegrace; in de 500 cc reed hij in zijn thuisrace op een ROC Yamaha en kwam hij niet aan de finish, terwijl hij in de 250 cc vier races reed op een Honda, waarin een zestiende plaats in Tsjechië zijn beste resultaat was.
In 1995 reed Haydon zijn eerste volledige seizoen in het WK 500 cc op een Harris Yamaha, een privémotor. Hij behaalde zijn beste resultaat met een tiende plaats in de seizoensfinale, de Grand Prix van Europa, en eindigde met 11 punten op plaats 24 in het klassement. In 1996 reed hij een tweede seizoen in deze klasse op een ROC Yamaha. Dit jaar was een negende plaats in Frankrijk zijn hoogste klassering, waardoor hij met 16 punten zichzelf verbeterde naar plaats 21 in het kampioenschap. In 1997 stapte hij over naar het wereldkampioenschap superbike, waarin hij op een Ducati reed. Zijn team had echter een motorfiets die weinig betrouwbaarheid had en Haydon viel veertien keer uit. In de races waarin hij finishte, was een elfde plaats op Misano zijn beste resultaat, waardoor hij met 19 punten op plaats 25 in de rangschikking eindigde.
In 1998 keerde Haydon terug naar het Brits kampioenschap superbike, waarin hij op een Suzuki reed. Hij won een race op Silverstone en behaalde drie andere podiumplaatsen, waardoor hij met 228 punten zevende werd in het eindklassement. Ook reed hij in twee weekenden van het WK superbike, met een twaalfde plaats op Brands Hatch als beste resultaat. In 1999 won hij vier races in de Britse klasse op Brands Hatch, het Thruxton Circuit, Donington Park en Mallory Park en stond nog vier keer op het podium. Met 289 punten werd hij vierde in de eindstand. Tevens keerde hij terug in het WK superbike, waarin hij in twee weekenden zijn beste resultaat behaalde met een negende plaats op Brands Hatch.
In 2000 won Haydon in het Brits kampioenschap superbike drie races op Brands Hatch, Thruxton en Donington. Halverwege het seizoen stond hij aan de leiding in de tussenstand, maar toen raakte hij echter betrokken bij een zwaar auto-ongeluk, waarbij zijn nek en zenuwen beschadigd raakten. Hierdoor ondervond hij problemen tijdens trainingen en races, waar zijn resultaten onder leden. Uiteindelijk werd hij met 341 punten vierde in de eindstand, achter Neil Hodgson, Chris Walker en John Reynolds. Desondanks reed hij dat jaar in vier weekenden van het WK superbike, met twee zesde plaatsen op Donington als beste klasseringen. In 2001 stapte hij binnen het Brits kampioenschap over naar een Yamaha. Hij won weliswaar geen races, maar stond wel twaalf keer op het podium en viel uit toen hij aan de leiding reed op Mallory Park. Met 316 punten werd hij achter Reynolds, Steve Hislop en Sean Emmett vierde in het klassement. Verder reed hij in de races op Brands Hatch in het WK superbike, maar viel hierin tweemaal uit.
In 2002 was Haydon, samen met Troy Corser, ontwikkelingscoureur voor het nieuwe WK superbike-team van Carl Fogarty, dat vanaf 2003 met een Petronas deel zou nemen aan de klasse. Haydon was zelf een seizoen racecoureur bij het team, dat een onbetrouwbare motorfiets had; hij viel vijftien keer uit. In Oschersleben begaf zijn versnellingsbak het, waardoor hij een zwaar ongeluk meemaakte en twee raceweekenden moest missen als gevolg van de blessure die hij hierbij opliep. In de races was een negende plaats op Sugo zijn beste klassering, waardoor hij op plaats 26 in het kampioenschap eindigde met 12 punten.
In 2004 stopte Haydon bijna als motorcoureur, maar hij keerde terug naar het Brits kampioenschap superbike op een Ducati in de races op het Snetterton Motor Racing Circuit als vervanger van Stuart Easton. Vervolgens maakte hij het seizoen af op een Yamaha en behaalde een overwinning op het Knockhill Racing Circuit. Met 181 punten werd hij achtste in het eindklassement. Aan het eind van het jaar keerde hij terug in het WK wegrace, waarin hij in de MotoGP-klasse op een Proton KR drie races reed als vervanger van de geblesseerde Kurtis Roberts. Een twaalfde plaats in Qatar was zijn beste resultaat. In 2005 zou hij terugkeren in het Brits kampioenschap superbike op een Ducati, maar raakte hij voorafgaand aan het seizoen geblesseerd. Hij werd in eerste instantie vervangen door Gregorio Lavilla, die het in zijn eerste weekend zo goed deed dat het team besloot dat hij de rest van het seizoen mocht rijden. Vervolgens kwam hij op een Suzuki uit als vervanger van Scott Smart. Hij behaalde een podiumplaats op Brands Hatch en hij werd met 126 punten elfde in het kampioenschap.
In 2006 bleef Haydon actief in het Brits kampioenschap superbike voor Suzuki. Hij moest echter vijf raceweekenden missen vanwege verschillende blessures. Een vierde plaats op Oulton Park was zijn beste race-uitslag en hij werd met 77 punten vijftiende in het klassement. In 2007 begon hij het seizoen op een Yamaha, maar na drie raceweekenden verliet hij het team omdat hij geen vertrouwen had in de manier waarop zij met de banden omgingen. Later dat jaar reed hij drie weekenden op een Kawasaki als vervanger van Alex Camier. Twee achtste plaatsen op Cadwell Park en Donington waren zijn beste resultaten en hij werd met 31 punten achttiende in de eindstand. In 2008 zou hij deelnemen aan het volledige seizoen, maar zijn team trok zich twee weken voor de start van het seizoen terug vanwege een gebrek aan sponsorgeld. Hij zou later nog wel twee weekenden rijden op een Kawasaki als vervanger van de geblesseerde Stuart Easton, waarin een twaalfde plaats op Oulton zijn beste resultaat was.
Tijdens het seizoen 2008 nam Haydon afscheid als motorcoureur en ging hij aan de slag als motorsportcommentator bij de Britse versie van Eurosport en doet hierbij voornamelijk verslag van het Brits kampioenschap superbike.